# Cantó de Vern
El cantó de Vern és un cantó francès del departament de la Dordonya, situat al districte de Perigús. Té 16 municipis i el cap és Vern.

## Municipis
- Borron
- Bruelh
- Sendrius
- Chalanhac
- Creissençac e Pissòt
- Gleisa Nueva de Vern
- Folés
- Grunh e Bòrdas
- La Cròpta
- Sench Amand de Vern
- Sent Maime de Perairòus
- Sent Micheu de Viladés
- Sent Pau de Serra
- Salon
- Vern
- Veirinas de Vern

## Història
| Data d'elecció                           | Identitat               | Partit | Qualitat |
| ---------------------------------------- | ----------------------- | ------ | -------- |
| 1985-1992                                | André Moulinier         | UDF    |          |
| 1992-                                    | Jean-Pierre Saint-Amand | PS     |          |
| les dades anteriors no són pas conegudes |                         |        |          |
|                                          |                         |        |          |

## Demografia
| 1962  | 1968  | 1975  | 1982  | 1990  | 1999  | 2006  |
| ----- | ----- | ----- | ----- | ----- | ----- | ----- |
| 5.202 | 5.106 | 4.933 | 5.025 | 5.249 | 5.648 | 5.957 |